# René Isler
René Isler (* 2. Januar 1959 in Kaltenbach) ist ein Schweizer Politiker (SVP) und Polizist. Er ist seit 2003 Mitglied des Zürcher Kantonsrats.

## Leben
René Isler ist in Kaltenbach aufgewachsen. Er schloss 1975 die Berufslehre als Grossapparateschlosser bei Sulzer in Winterthur und 1984 die Polizeischule ab. Er war von 1997 bis 2012 Schulleiter der Winterthurer Polizeischulen. Seit 2022 ist er im Ruhestand.

## Politik
Isler war von 2002 bis 2011 im Grossen Gemeinderat (heute Stadtparlament) von Winterthur. Seit 2003 ist er Mitglied des Zürcher Kantonsrats und seit 2020 der Geschäftsprüfungskommission. Er ist Vize-Präsident der SVP-Seen sowie im Vorstand der SVP Bezirk Winterthur.